# Drei lustige Gesellen
Drei lustige Gesellen ist der Titel einer aus vier Bänden bestehenden Kinderbuchreihe, die als eines der bekanntesten Werke des estnischen Autors Eno Raud gilt. Die Hauptfiguren der kindgerecht von Edgar Valter illustrierten Bücher, die einen Umfang von rund 90 bis 140 Seiten haben, sind die Wichtel Halbschuh, Moosbart und Muff. Obwohl zwischen den Bänden inhaltliche Beziehungen bestehen, stellt jedes Buch eine abgeschlossene Geschichte dar.
Während die drei Wichtel im ersten Band eine Stadt von einer Katzenplage befreien, folgt im zweiten Teil das daraus resultierende Problem, dass sich nun die Mäuse und Ratten ungehindert vermehren können. Im dritten Teil versuchen sie mit dem Ruhm zu leben, der aus ihrer Rettung der Stadt resultiert, darüber hinaus wird Moosbart entführt. Im letzten Band wird Muff während einer Reise ans Meer von einem Wolf in einen Wald geschleppt, während Halbschuh und Moosbart auf der Suche nach ihm in Hasenfallen geraten.
Die Bücher erschienen in Estland – beziehungsweise der damals zur Sowjetunion gehörenden Estnischen SSR – unter den Originaltiteln „Naksitrallid“ (1972), „Naksitrallid. Teine raamat“ (1975), „Jälle need naksitrallid. Esimene raamat“ (1979) und „Jälle need naksitrallid. Teine raamat“ (1982). Die in der Deutschen Demokratischen Republik (DDR) veröffentlichten deutschsprachigen Ausgaben, teils auch mit dem Namen des estnischen Verlags Tallinn Perioodika, zählten in den 1980er Jahren zu den populärsten Kinderbüchern des Landes und wurden nach 1990 vom Leipziger Kinderbuchverlag neu aufgelegt.
Im Jahr 2009 produzierte der Wellenreiter Verlag vier getrennte CDs mit einer inszenierten Lesung der Bände als Hörbücher, je 2 Stunden lang, mit dem Sprecher Jörg Schüttauf. Diese Lesungen sind für Kinder im Grundschulalter gedacht.